# HMS Jackal (F22)
«Джекал» (F22) (англ. HMS Jackal (F22) — військовий корабель, ескадрений міноносець типу «J» Королівського військово-морського флоту Великої Британії за часів Другої світової війни.

## Історія створення
«Джекал» був закладений 24 вересня 1937 року на верфі компанії John Brown & Company, Клайдбанк. 13 квітня 1939 року увійшов до складу Королівських ВМС Великої Британії.